# Eruguera oriolina
L'eruguera oriolina (Lobotos oriolinus) és una espècie d'ocell de la família dels campefàgids (Campephagidae).

## Hàbitat i distribució
Habita els boscos del sud de Camerun, sud de la República Centreafricana, el Gabon, República del Congo, est i nord-est de la República Democràtica del Congo.